# Larry Poons
 Larry Poons (* 1. Oktober 1937 in Tokio, Japan; lebt und arbeitet in New York City, USA) ist ein US-amerikanischer Maler und wichtiger Vertreter der zeitgenössischen Abstrakten Malerei in den USA.

## Leben und Werk
Lawrence Poons wurde 1937 in Tokio, Japan geboren, seine Eltern wanderten schon 1938 mit ihm in die USA aus. Er studierte von 1955 bis 1957 am New England Conservatory of Music, mit der Absicht, ein professioneller Musiker zu werden. Im Jahr 1959 begann er dann allerdings ein Studium an der School of the Museum of Fine Arts in Boston und studierte auch an der Art Students League of New York, wo er auch unterrichten sollte.
Seine Arbeit bekam Bedeutung in den 1960er Jahren, als er mit Bildern von Kreisen und Ovalen auf oft brillant-farbige Hintergründe an die Öffentlichkeit ging. Diese Gemälde vermittelten ein Gefühl der Bewegung und wurden als Op-Art kategorisiert. Zwar stellte er mit Op-Art-Künstlern im Jahre 1965 aus, 1966 begann er sich von der optischen Kunst zu entfernen und eher lockerere und mehr malerische abstrakte Gemälde zu schaffen. Sein Hauptwerk wird in die Stilrichtungen Op-Art, Hard Edge Malerei, Color Field Painting, Lyrische Abstraktion und Abstraktem Expressionismus eingeordnet.
Jahr 1965 stellte er im Museum of Modern Art in New York aus, im selben Jahr war er Teilnehmer der Biennale von São Paulo in Brasilien und war im Jahr 1968 mit fünf seiner Bilder Teilnehmer der 4. documenta in Kassel.

## Film
- 2018: Nathaniel Kahn: The Price of Everything